# FANTASISTA (曲)
「FANTASISTA」（ファンタジスタ）は、Dragon Ash11枚目のシングル。2002年3月6日発売。発売元はビクターエンタテインメント / HAPPYHOUSE。

## 解説
- 日本テレビ系列放映「2002FIFAワールドカップ」のテーマソング。ミュージック・ビデオも、サッカースタジアムでメンバーがジャージに身を包み、歌い、演奏する作りになっている。
- 本作はCD盤タイトルが「FANTASISTA」、収録曲名が「Fantasista」と微妙な表記違いがある。アルバム宣伝イベント以外では中盤で必ず演奏されるライブの定番曲。
- 本曲演奏直前Kjが「ミクスチャー・ロックは好きですか?」とオーディエンスに叫ぶのが定着している。
- 前作「Life goes on」に続き、2作連続通算3作目のオリコンシングルチャート1位を獲得。
- テレビ番組「あらびき団」BGM、ゲーム「GuitarFreaksV6 BLAZING!!!!」「DrumManiaV6 BLAZING!!!!」「Ｊubeat」、プロボクサーのトラッシュ中沼、椎野大輝入場曲に使用される。
- 2011年12月14日発売、DUSTZのアルバム『TROIS』に本曲のカバーが収録された。
- kj(満23歳)がBob Marley & The Wailersの「Redemption Song」のメロディーに影響を受けて、作曲したと思われる。[要出典]
- カップリング曲「Mob Squad」のタイトルは英語で"群衆・暴徒"を意味するMobと"分隊"を意味するSquadを組み合わせた造語である。翌年発足したレーベル名にもなっている[1]。

## 収録曲
作詞・作曲:Kj　編曲：Dragon Ash（特記以外）
1. Fantasista
2. Mob Squad
  - 作詞:HUNTER PASSER,Kj,黒兄,ONO-G
3. Patience

## 収録アルバム
＃1
- 『HARVEST』（2003年7月23日）
- 『The Best of Dragon Ash with Changes Vol.2』（2007年9月5日）
- 『スポコン! -Sports Music Compilation-』（2009年2月25日）
- 『LOUD & PEACE』（2012年8月22日）

＃2
- 『HARVEST』（2003年7月23日）※アルバムバージョン
- 『MOB SQUAD』（2003年3月19日）

＃3
- 『The Best of Dragon Ash with Changes Vol.2』（2007年9月5日）